# La Fille de marbre

La Fille de marbre est un ballet-pantomime  en 2 actes d'Arthur Saint-Léon, sur une musique de Michele Costa et Cesare Pugni, représenté pour la première fois le 20 octobre 1847 à l'Opéra de Paris. Il reprend un argument d'un ballet d'Albert donné à Londres en 1845 sur une musique d'Adolphe Adam.
Les rôles principaux étaient tenus par Fanny Cerrito et son époux Arthur Saint-Léon (le sculpteur), qui faisaient leurs débuts à l'Opéra de Paris. Saint-Léon rédige le livret sous forme de vers.
Théophile Gautier, critique intransigeant, y releva de nombreuses invraisemblances, qui n'empêchèrent pas le public de faire un accueil triomphal au couple qui allait devenir célèbre.
Les costumes étaient de Paul Lormier et le décor de Charles-Antoine Cambon. Le ballet fut redonné en octobre 1848.
Frédéric Malavergne le monte au théâtre du Bolchoï de Moscou le 17 décembre 1851, puis Jules Perrot en donne une adaptation avec Fanny Cerrito en mars 1856 au théâtre Bolchoï Kamenny de Saint-Pétersbourg, lui-même dansant le rôle du sculpteur.